# Sezer Şener Komsuoğlu
Pour les articles homonymes, voir Şener.
 (avril 2020).
Sezer Şener Komsuoğlu (née Sezer Şener en 1949 à Trabzon) est une neurologue et universitaire turque.

## Biographie
Native de Trabzon, Sezer Şener est la fille du député et ministre Ahmet Şener (1921-1991), et la sœur de Sadri Şener (1951), qui a présidé le club de football Trabzonspor de 2008 à 2013 et de l'entrepreneur Sani Şener (1955), qui préside la TAV Havalimanları Holding qui gère la concession de l'aéroport d'Istanbul-Atatürk.
Diplômée de la faculté de médecine l'université Atatürk en 1974, elle est de 1979 à 1981 assistante au département des sciences neurologique de l'Hôpital Queen Elizabeth et en neurophysiologie clinique à l'université d'Aston,. En 1982 elle co-fonde le département de neurologie de la faculté de médecine de l'université technique du Moyen-Orient, dont elle assure la direction de 1995 à 2006. Elle est nommée professeur en 1988. Elle est rectrice de l'université de Kocaeli de 2006 à 2014.
Elle est conseillère de la présidence du Conseil de l'enseignement supérieur (en turc : Yüksek Öğretim Kurulu) et y dirige un groupe de travail sur la production scientifique et les problèmes des femmes dans l'enseignement supérieur de Turquie.